# Psamate (astronomia)
Psamate, o Nettuno X, è un satellite minore di Nettuno, scoperto nel 2003 dal gruppo di ricerca di Matthew Holman utilizzando il telescopio Subaru da 8 metri. Noto con la designazione provvisoria S/2003 N1 fino al 2007, ha ricevuto dall'Unione Astronomica Internazionale il nome definitivo di Psamate, (dal greco Ψαμάθη), una delle Nereidi.

## Parametri orbitali

I satelliti irregolari di Nettuno.

Il satellite ha un diametro di 38 chilometri. Orbita attorno a Nettuno con un semiasse maggiore di circa 46,7 milioni di chilometri
e impiega quasi 25 anni terrestri per fare un giro completo attorno al suo pianeta. L'orbita è vicina al limite teorico di stabilità per un oggetto in moto retrogrado. Data la somiglianza dei parametri orbitali con quelli di Neso (S/2002 N 4), è stato ipotizzato che entrambi i satelliti abbiano avuto comune origine dalla frammentazione di un oggetto più grande. Entrambi sono i satelliti più lontani dal loro pianeta madre nell'intero sistema solare.

## Parametri fisici

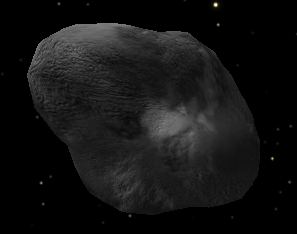
Rappresentazione artistica di Psamate.

Se si assume un'albedo di 0,16 come per altri satelliti di Nettuno, ne risulta un diametro di 38 km. La superficie del satellite appare quindi piuttosto scura.

La densità calcolata è di 1,5 g/cm³, il che fa supporre che la sua parte superiore sia costituita di ghiaccio d'acqua.